# Thomasomys baeops
Thomasomys baeops és una espècie de mamífer rosegador de la família dels cricètids. Viu a altituds d'entre 1.300 i 3.800 msnm a Colòmbia, l'Equador i el nord del Perú. S'alimenta de llavors i insectes. El seu hàbitat natural són els boscos de diferents tipus. Està amenaçat per la desforestació, la fragmentació del seu medi i l'expansió de l'agricultura.